# Ombudskriget mellan Iran och Saudiarabien
Ombudskriget mellan Iran och Saudiarabien har pågått sedan 1979 när den iranska revolutionen ägde rum och den USA-vänlige shahen Mohammad Reza Pahlavi blev avsatt i Iran. Länderna har stött motsatta sidor i flertal konflikter, främst i Mellanöstern men även i andra regioner såsom Afrika, delar av Sydeuropa och övriga delar av Asien. Ombudskriget har uppstått på grund av att de båda länderna har viljan att ta ledarrollen inom islam och Mellanöstern. Iran anser sig vara ledaren för de som stödjer shia medan Saudiarabien anser att det är de som är det ledande landet för sunnimuslimerna.
Ombudskriget har beskrivits som ett kallt krig.
År 2016 bröt länderna de diplomatiska förbindelserna. Fem år senare blev dock Irak tillfrågad av Iran om de var villiga att medla med Saudiarabien. Saudiarabien var dock inte intresserade vid den tidpunkten men ändrade sig senare. Parterna bestämde att förhandlaren skulle vara Iraks premiärminister Mustafa Al-Kadhimi. Fem förhandlingsrundor ägde rum men förhandlingarna strandade främst för att Irak fick en ny premiärminister i Mohammed Shia' Al Sudani 2022. Saudiarabien hade inte tillräckligt med förtroende för Al Sudani för att förhandlingarna skulle fortsätta. I december 2022 var Kinas president Xi Jinping på statsbesök i Saudiarabien och där Saudiarabien framförde att Kina skulle vara förhandlaren, en begäran som accepterades både av Kina och Iran. Den 10 mars 2023 kunde avtal upprättas, mellan Iran och Saudiarabien, gällande diplomati, ekonomi och säkerhet.

## Väpnade konflikter
Ett urval av väpnade konflikter som Iran och Saudiarabien har stött motsatta sidor och som berör ombudskriget:
- Afghansk-sovjetiska kriget (1979–1989)[14]
- Iran–Irak-kriget (1980–1988)[1]
- Inbördeskriget i Afghanistan (1992–1996)
  - Under detta inbördeskrig var även Pakistan en aktiv deltagare i ombudskriget mellan de två.[15]
- Afghanistankriget (2001–2021)[16]
- Irakkriget (2003–2011)[1]
- Libanonkriget (2006)[1]
- Syriska inbördeskriget (2011–)[1]
- Militärinterventionen i Jemen (2015–)[1]